# Les cases
Les cases (Les Maisons) és un oli sobre tela de 58 × 92 cm realitzat per Chaïm Soutine vers els anys 1920-1921 i dipositat al Museu de l'Orangerie de París.

## Context històric i artístic
Aquest paisatge pertany al final del període de Ceret, anomenat així pel nom de la localitat del Vallespir on Soutine realitzà diverses estades entre 1919 i 1922. De fet, Léopold Zborowski (1889-1932), un marxant d'art de les obres de Soutine, el va enviar a aquest poble nord-català pagant-li totes les despeses de menjar i allotjament a canvi dels quadres que hi pintaria. Aquesta pintura en concret representa les cases del carrer de la República.

## Descripció
És pintat amb una gamma de marrons, grisos i verds, i en tons molt més moderats que la majoria de les seues pintures d'aquest període a Ceret. La vila, arrapada als vessants del turó, ocupa tota la superfície de la tela i oposa a la vista una muralla impenetrable. Aquest grapat monolític de cases atapeïdes les unes contra les altres sembla, però, a punt d'esfondrar-se, com sacsejat per una ona sísmica. En una visió antropomòrfica, les cases dansen sobre els seus fonaments, s'ondulen, s'allarguen desmesuradament fins a fer desaparèixer el cel. Soutine allarga excessivament les cases, les quals s'apoderen de tot l'espai de la pintura i enfosqueixen el cel. El cel (d'un to gris guix similar al color de les façanes de les cases) està gairebé absent. El barranc és visible només a la part inferior del quadre.
Les deformacions que l'artista infligeix al paisatge expressen el seu turment interior, que preval sobre la transcripció de la realitat. Aquest paisatge és una reminiscència d'aquells que va pintar Egon Schiele i les seues distorsions s'acosten, pel que fa a l'estil, a l'expressionisme alemany de Die Brücke. També recorda Vincent van Gogh, el qual imposava als seus paisatges una torsió comparable.